# Iris lazica
Iris lazica är en irisväxtart som beskrevs av Nicholas Michailovitj Albov. Iris lazica ingår i släktet irisar, och familjen irisväxter. Inga underarter finns listade i Catalogue of Life.